# National Guard

Embleem National Guard

De National Guard (in het Nederlands Nationale Garde genoemd) is in de Verenigde Staten onderdeel van de reservestrijdkrachten. Er zijn in diverse staten zowel Army National Guards als Air National Guards, onderdeel van respectievelijk het United States Army en Air Force. De National Guards staan zowel onder leiding van de staat waar ze bij behoren als onder centrale leiding van het National Guard Bureau, onderdeel van het Amerikaanse ministerie van Defensie.
De National Guards vinden hun oorsprong in de milities van de individuele staten die in 1903 bij wet werden omgevormd tot de National Guards. In 2004 waren er bijna een half miljoen manschappen deel van de National Guards.
De National Guard wordt vaak ingezet bij rampen in de staat waar zij gestationeerd zijn of wordt door de president gemobiliseerd om de reguliere strijdkrachten te ondersteunen. Zo werden zij bijvoorbeeld ingezet nadat Orkaan Katrina en Orkaan Harvey veel schade hadden veroorzaakt in de staten rond de Golf van Mexico en worden zij ook gebruikt in de strijd tegen terrorisme. Na de bestorming van het Capitool werden meer dan 26.000 manschappen ingezet tijdens de inauguratie van Joe Biden op 20 januari 2021. Bijna 2.300 van hen bleven tot in de lente.
Er bestaan in de Verenigde Staten ook afzonderlijk reservestrijdkrachten (milities) van afzonderlijke staten die rechtstreeks worden gefinancierd vanuit de begroting van deelstaten alsook onder het directe bevel staan van de gouverneurs van de respectievelijke staten. Een voorbeeld is de New York Guard.